# Maserati Sebring
Maserati Sebring – samochód sportowy klasy wyższej produkowany przez włoską markę Maserati w latach 1962 – 1967.

## Historia i opis modelu

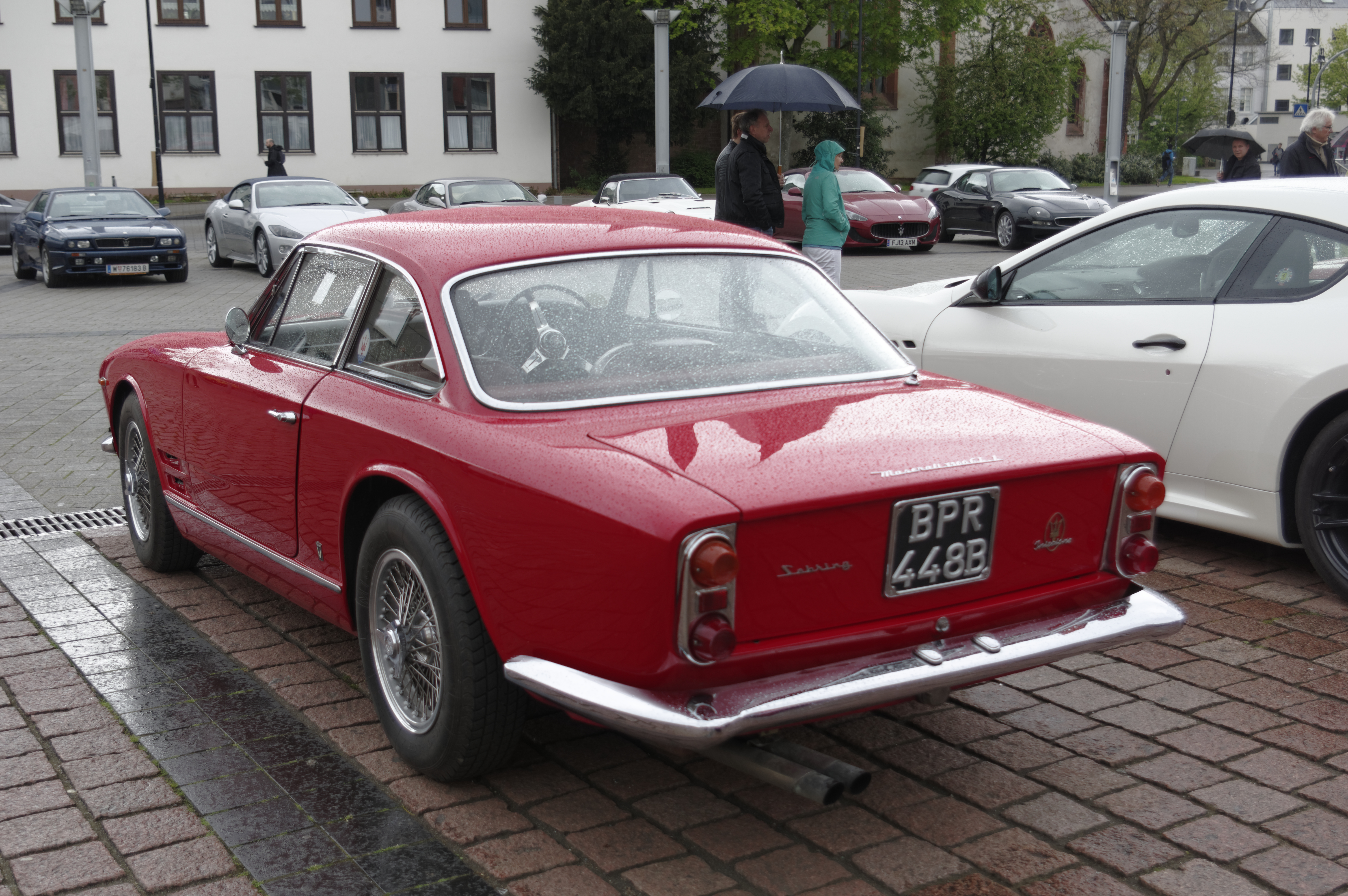
Maserati Sebring - tył

Występował jako coupe lub kabriolet. Został oparty na modelu Maserati 3500 GT. Samochód powstawał w dwóch seriach, różniły się m.in. zastosowanymi silnikami. Moc przenoszona była poprzez 5-biegową manualną bądź 3-biegową automatyczną skrzynią biegów na koła tylne. W 1965 przeprowadzono modernizację modelu. Przez cały okres produkcji powstało 591 egzemplarzy modelu.